# スマイルドラッグ
株式会社スマイルドラッグは、かつて東京都港区に本社を置き、ドラッグストア・調剤薬局「ドラッグストアスマイル」を運営していた日本の企業。
2020年3月1日付で「ドラッグセイムス」を運営する親会社の富士薬品がスマイルドラッグの権利義務を承継し解散した。

## 概要
1935年（昭和10年）1月に合資会社として創業。第二次世界大戦後の1969年3月から「サンテドラッグ」の店名でチェーン展開を開始した。2003年3月に富士薬品の傘下入りし、2005年1月に株式会社スマイルドラッグへ商号変更した。2000年代以降は、東京都区部から神奈川県横浜市にかけての中堅ドラッグストアチェーンを次々と吸収して経営規模を拡大した。
東京都心部を中心に店舗を展開し、出店地域は、東京都、神奈川県、埼玉県、千葉県の首都圏1都3県。2016年7月1日時点で、147店舗（調剤薬局を含む）があったが、ほとんどが100平方メートル未満の都市型店舗であった。
日本チェーンドラッグストア協会に加盟していた。

## 沿革
- 1935年1月 - 合資会社吉岡商店として創業。
- 1969年3月 - 合資会社吉岡商店を改組、株式会社ヨシオカ・サンテへ商号変更。「サンテドラッグ」の店名でチェーン展開を開始。
- 2003年
  - 3月 - 富士薬品グループに参加。
  - 4月 - 株式会社サンテ・ドラッグへ商号変更。
  - 12月 - 日進商会株式会社および日進産商株式会社より、ドラッグストア・調剤薬局事業を譲受する。
- 2005年
  - 1月 - 株式会社スマイルドラッグへ商号変更。
  - 8月 - 株式会社ハマドラッグからドラッグストア事業を譲受する。
- 2006年3月 - 株式会社オオタ・ドラッグを合併する。
- 2007年7月 - 株式会社筑波薬品（店名「ホップス○○」）からドラッグストア事業を譲受する。
- 2014年4月 - 株式会社ドラッグ・オゾンを合併する。
- 2020年3月 - 株式会社スマイルドラッグの権利義務を富士薬品が承継し、スマイルドラッグは解散[2]。